# Židovský hřbitov v Babčicích

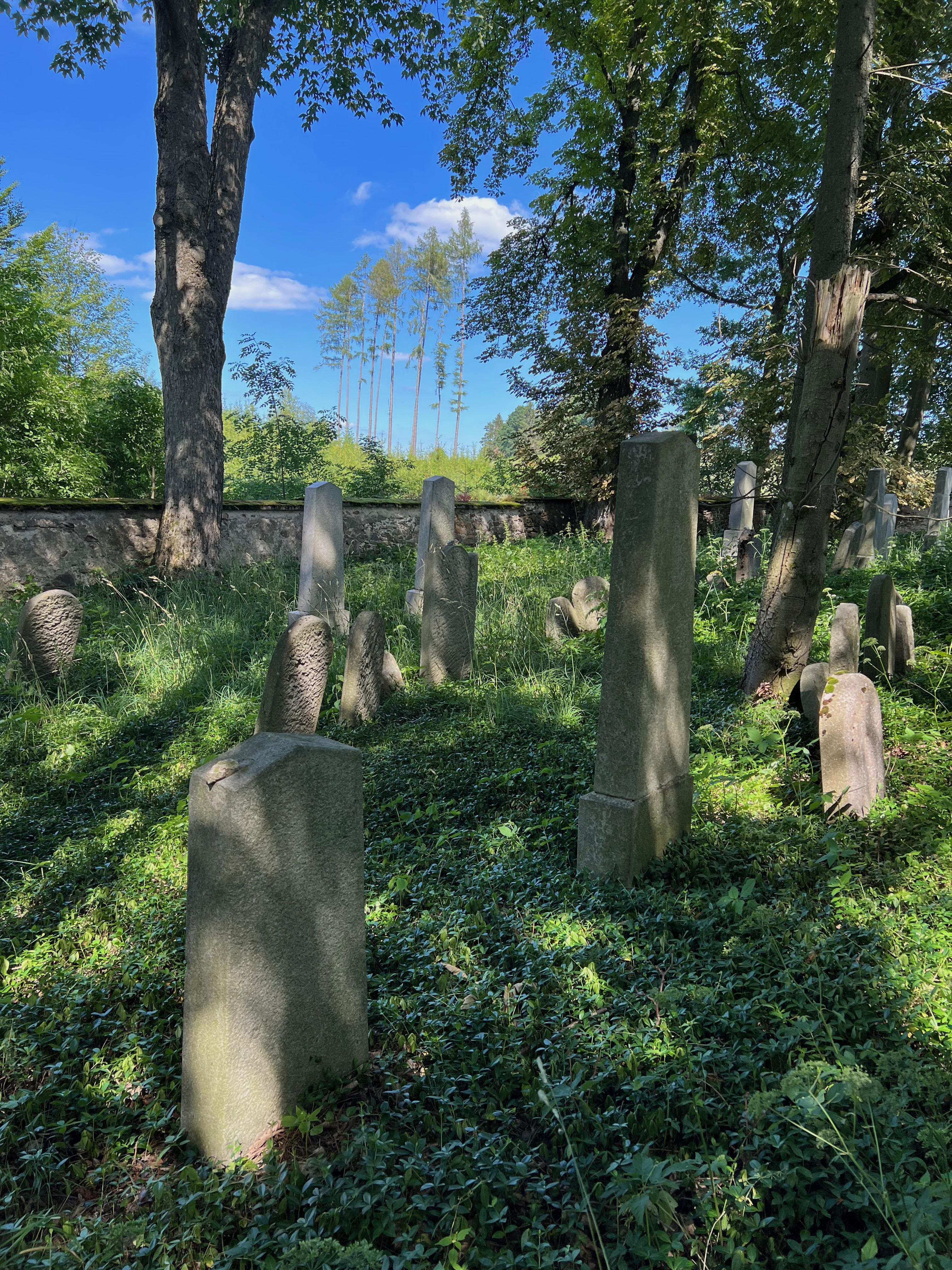
Pohled od vstupní brány

Židovský hřbitov v Babčicích se nachází asi 1 km severně od vsi Babčice, v lesíku při polní cestě vedoucí na Dolní Světlou. Podle nedaleké osady bývá v matrikách uváděn jako Osikovec.

## Popis
Hřbitov, založený kolem roku 1840, má rozlohu asi 1200 m². Sloužil jako pohřebiště pro Židy rozptýlené po převážně svobodnických vsích mezi Pacovem a Mladou Vožicí. Do dnešních dní se zde dochovalo asi 130 náhrobků, přičemž nejstarší je z roku 1841 (1842), nejmladší pocházejí z třicátých let 20. století. Všechny náhrobky babčického hřbitova jsou orientovány k severu. Některé jsou zdobeny ornamenty a symboly. Zvlášť zajímavý je biblický motiv jeskyně Machpela a smutečního dubu na náhrobku Zalmana Schicka (1845).
Částečně poničený hřbitov byl roku 1963 prohlášen kulturní památkou. Jeho současným vlastníkem je Židovská obec v Praze. Vstup na hřbitov tvoří nevelká obřadní síň, která byla v roce 2005 spolu s poškozenými částmi ohradní zdi opravena.
Židovská komunita v Babčicích, která se datuje z doby před rokem 1809, přestala existovat podle zákona z roku 1890. Před okupací se o hřbitov starala židovská obec v Mladé Vožici.